# 尼娜·安德雷奇
尼娜·安德雷奇（波蘭語：Nina Andrycz，1912年11月11日—2014年1月31日）是一名波兰演员。她出演了2009年的《天色未晚》，她还是约瑟夫·西伦凯维兹的妻子。因为她的长期和成功的事业，她获得了“波兰歌剧院大爵士”名望。
2014年1月31日，她死于波兰华沙，享年101岁。